# Werner II. von Battenberg
Werner II. von Battenberg († um 1255 in Mergentheim) war Graf von Battenberg und Wittgenstein. Er gab spätestens 1231 die Herrschaft ab und trat als Ordensritter in den Johanniterorden ein.

## Leben
Werner II. von Battenberg war der älteste von vier Söhnen des Grafen Werner I. von Battenberg und Wittgenstein. Erstmals belegt ist er für 1215. Nach dem Tod seines Vaters im Jahre 1215 übernahm er zunächst die Regierungsgeschäfte in der Grafschaft Battenberg. Er ließ seine Brüder Widekind I. und Hermann I. zumindest teilweise an der Herrschaft teilhaben.
Werner plante längere Zeit den Rückzug aus dem Herrscheramt. Er trat dann möglicherweise schon 1221, spätestens jedoch 1230/31 in das entweder bereits von seinem Vater nach dessen Teilnahme am Kreuzzug Heinrichs VI. (1197/98) oder von ihm selbst gestiftete Johanniterhaus Wiesenfeld südwestlich von Frankenberg ein und nannte sich danach in Urkunden „Bruder Werner, Johannisspitaler, vordem Graf von Battenberg“. So ist er z. B. in der Abmachung vom 15. Dezember 1237 des Erzbischofs Siegfried III. von Mainz mit den Brüdern Konrad II. und Wittekind von Merenberg als Zeuge beurkundet, in der der Erzbischof die Grafschaft Ruchesloh von den Merenbergern kaufte. Die Grafschaft Battenberg fiel an seinen Bruder Widekind I. Werner selbst wurde spätestens 1238 Komtur im Johanniterhaus  Wiesenfeld.
Werner stritt mit den Ludowinger Landgrafen vergeblich um das Spital der 1231 verstorbenen Heiligen Elisabeth von Thüringen in Marburg. Er war gut mit Elisabeth bekannt und einer ihrer Unterstützer in Marburg gewesen. Dieses Haus fiel 1234 an die Niederlassung des Deutschen Ordens in Marburg. Er nutzte seine geistliche Position in der Folge verschiedentlich für die Zwecke seiner Familie und trug insbesondere zur Ausstattung der seinem Haus nahe stehenden Klöster bei. Beispielsweise sorgte er 1248 dafür, dass Güter an das Kloster Georgenberg bei Frankenberg verkauft wurden. Im selben Jahr entschied er einen Zehntstreit zu Gunsten des Klosters Haina. Zum letzten Mal urkundlich belegt ist Werner für das Jahr 1255.